# Elza İbrahimova
Elza İbrahimova (in azero Elza İmaməddin qızı İbrahimova; Hacıqabul, 10 gennaio 1938 – Baku, 11 febbraio 2012) è stata una compositrice sovietica di appartenenza azera.
Nel 2008 viene nominata Artista del popolo della Repubblica dell’Azerbaigian e del Daghestan.

## Biografia
Nacque nel 1938 nella città di Hacıqabul. Terminò la Scuola musicale n°8 di Baku nel 1957, diplomandosi in composizione presso la scuola di musica secondaria, intitolata ad A. Zeynally. Nel 1964 si laureò presso il Dipartimento di composizione del Conservatorio Statale dell’Azerbaigian, intitolato a U. Hajibeyov, l'attuale Accademia Musicale di Baku. Il suo grande amore per la musica fin dalla sua infanzia concretizzatosi con le sue opere venne apprezzato dai suoi genitori e notato nella scuola di musica.

### Carriera
Compose la sua prima canzone, Yalan ha deyil (Questa non è una bugia) nel 1969, interpretata per la prima volta dalla cantante Şövkət Ələkbərova, composta sulle parole del poeta sufi, Mohammad Rahim. Elsa Ibragimova fu una delle prime compositrici ad introdurre il tango in Azerbaigian, componendo l’opera Gurban vererdim (Il mio sacrificio), con le parole della poesia di Rafig Zaka, ma non fu molto apprezzata dal consiglio artistico allora dominante dell'epoca sovietica, in quanto l’armonia borghese del tango non si conformava allo spirito del comunismo sovietico. Più tardi, furono composti altri brani del genere tango, come Sen mene lazimsan, (Vai a letto), con parole di Aliagha Kurchayli, Baghchadan kechmisen (Sei fuori in giardino), con parole di A. Alibeyli.
La compositrice, la cui attività non era limitata solo a questo genere, è autrice di un concerto in tre parti per pianoforte e orchestra composto per la tesi di laurea: sono le opere Afət (Disastro), Sheikh Shamil e Yanan laylalar (Gigli in fiamme), così come l’inno dedicato al 130º anniversario dell’industria petrolifera in Azerbaigian.
Ha composto romanze, sonate, quartetti e canzoni. La canzone Ey veten (Oh patria) da lei composta ed interpretata da Rashid Behbudov è tra le più conosciute. İbrahimova ha composto canzoni per centinaia di poesie di poeti azeri e per dozzine di poeti russi.
Nel 1992 le venne conferito il titolo di artista meritevole della Repubblica dell’Azerbaigian.
Nel 2008 fu insignita del titolo di Artista nazionale della Repubblica dell’Azerbaigian.
È morta l’11 febbraio 2012 all'età di 74 anni dopo una lunga malattia. È sepolta a Baku.

## Opere
- Afət (Disastro), (autore dell’opera: Huseyn Javid)
- Yanan laylalar (Gigli in fiamme) (libretto – Ramiz Heydar, 1992);
- Inno ali Operai petroliferi per solista e orchestra sinfonica, libretto di Z.Ziyadoglu (2001).
- Musica per il film Dunya sevenlərindi (Il mondo è degli amati) (1998).
- Canzoni e romanzi con versi di poeti come R.Heydar, B.Vahabzadə, O.Qochulu, V.Aziz, V.Samadoglu, R.Afandiyeva ecc. (1990 – 2001).
- Requiem in ricordo di Michael Jackson 2009
- Geceler bulag bashi (Notte di primavera), libretto di B.Vahabzada

## Filmografia
- Nəğməkar torpaq, regia di Ruslan Şahmalıyev (1981)
- Bağışla, regia di Tariyel Vəliyev (1983)
- Qayıdış, regia di Zəyyar Ağayev (1992)

## Onorificenze
Il 22 dicembre 2017, İlham Əliyev, il presidente della Repubblica dell’Azerbaigian. ha indetto le celebrazioni per l’80º anniversario di Elza İbrahimova.